# Язер (город)
Язер (др.-евр. יַעְזֵר‬; в Септ. др.-греч. Ιαζήρ; слав. Иазер) — ветхозаветный аморрейский город, завоёванный Моисеем (Чис. 21:32). Находился на востоке от Иордана и близ Галаада.
После завоевания отдан был колену Гадову (Чис. 32:35). Позже подпал под власть моабитян (Ис. 16:8, 9; Иер. 48:32). После Вавилонского пленения принадлежал аммонитянам, но Иуда Маккавей завоевал его (1Мак. 5, 6, 8; Флавий, «Древн.», XII, 8, 1].
Исследователи полагают, что город находился на месте настоящего Вади-Сеир, между Галаадом и Хешбоном.

## Название
Язер (Чис. 21:32, 31:1, Нав. 13:25):
- «место, укрепленное кругом», по Фюрсту;
- «которому помогает Иегова» по Гезению .

Первое объяснение вероятней, так как город, думают палестиноведы, существовал ещё до времен Исхода и находился во владении амореев.

## Библейская история
При Моисее он был завоеван израильтянами, разрушен ими и потом снова выстроен сынами Гадовыми (Чис. 32:35). Затем он был отдан левитам, сынам Мерари (Нав. 21:38, 39).
Некоторые из пророков считали его городом моавитским; в Книге Чисел он называется землёй, то есть областью или провинцией Язер (Чис. 32:1). Пророки Исаия и Иеремия упоминают о роскошном Севамском винограднике в Язере, отрасли которого простирались за море, достигали до озера Язера, и упоминают о шумной радости там при сборе винограда и во время жатвы (Ис. 16:8—10, Иер. 48:32, 33).